# Оберзисбах
Оберзисбах (њем. Obersüßbach) општина је у њемачкој савезној држави Баварска. Једно је од 35 општинских средишта округа Ландсхут. Према процјени из 2010. у општини је живјело 1.729 становника. Посједује регионалну шифру (AGS) 9274165.

## Географски и демографски подаци
Оберзисбах се налази у савезној држави Баварска у округу Ландсхут. Општина се налази на надморској висини од 472 метра. Површина општине износи 23,6 km². У самом мјесту је, према процјени из 2010. године, живјело 1.729 становника. Просјечна густина становништва износи 73 становника/km².